# Карай (приток Хопра)
Карай (Мокрый Карай) — средняя река в России, протекает в Саратовской области. Устье реки находится в 540 км по правому берегу реки Хопёр. Длина реки составляет 139 км.

## Притоки
Основные притоки (расстояние от устья):
- 35 км: река Тавалжанка
- 35 км: река Сухой Карай
- 57 км: река Щербедина
- 67 км: река Студеновка

## Мосты
Ж.д. мост на перегоне Романовка (станция) — Ост. п. 169 км (линия Тамбов — Балашов)
Автомобильный мост в рп Романовка
Автомобильный мост между с. Бобылёвка и с. Усть-Щербедино (околица с. Бобылёвка)
Автомобильный мост в с. Подгорное

## Данные водного реестра
По данным государственного водного реестра России относится к Донскому бассейновому округу, водохозяйственный участок реки — Хопёр от истока до впадения реки Ворона, речной подбассейн реки — Хопер. Речной бассейн реки — Дон (российская часть бассейна).
Код объекта в государственном водном реестре — 05010200112107000006015.